# Baissoferus udaensis
Baissoferus udaensis is een fossiele soort schietmot uit de familie Baissoferidae.